# Euphorbia gradyi
Euphorbia gradyi är en törelväxtart som beskrevs av Victor W. Steinmann och Ram.-roa. Euphorbia gradyi ingår i släktet törlar, och familjen törelväxter. Inga underarter finns listade i Catalogue of Life.